# Козио ди Ароша
Козио ди Ароша (итал. Cosio di Arroscia) је насеље у Италији у округу Империја, региону Лигурија.
Према процени из 2011. у насељу је живело 236 становника. Насеље се налази на надморској висини од 749 м.

## Становништво
| 1936. | 1951. | 1961. | 1971. | 1981. | 1991. | 2001. | 2011. |
| ----- | ----- | ----- | ----- | ----- | ----- | ----- | ----- |
| 947   | 848   | 733   | 603   | 490   | 359   | 280   | 248   |